# فريدريك كوبر (أستاذ جامعي)
فريدريك كوبر (بالإنجليزية: Frederick Cooper)‏ هو مؤرخ أمريكي، ولد في 27 أكتوبر 1947 في نيويورك في الولايات المتحدة.